# Jaish-e-Mohammed

Bandeira do Exército de Maomé.

Jaish-e-Mohammed (em urdu:  جيش محمد, transl. Jaish-e-Muhammed, Jaish-e-Mohammad ou Jaish-e-Muhammad, literalmente O Exército de Maomé), JeM, é uma organização armada militante islâmica com sede no Paquistão. Sua meta é separar a Caxemira da Índia, e já realizou diversos ataques na região. Está oficialmente banida do Paquistão desde 2002, porém continua a operar de dentro do país.
O grupo já foi citado como "a mais letal" e "principal organização terrorista em Jamu e Caxemira", e foi classificado oficialmente como organização terrorista por diversos países, incluindo a própria Índia, os Estados Unidos e o Reino Unido.